# Storsand (Boden)
Storsand is een dorp binnen de Zweedse gemeente Boden. Het ligt aan de Lule en de Riksväg 97, die plaatselijk Linnéweg heet naar Carl von Linné.
Er zijn 30 dorpjes met dezelfde naam in Zweden.
Bestuurscentrum: Boden (tätort)
Tätort: Bodträskfors · Gunnarsbyn · Harads · Sävast · Unbyn · Vittjärv
Småort: Åbergstorp · Brännberg · Bredåker · Buddbyn · Degerbäcken · Lakaträsk · Österåker · Överstbyn · Skogså · Sörbyn · Svartbjörnsbyn · Svartlå
Overig: Abramsån · Åkerholmen · Aldernäs · Alträsk · Åskogen · Brobyn · Flarken · Forsnäs · Forsträskhed · Gemträsk · Gransjö · Heden · Hundsjö · Inbyn · Lassbyn · Lombäcken · Mjedsjön · Mockträsk · Nedre Flåsjön · Norra Svartbyn · Norriån · Notträsk · Övre Flåsjön · Råbäcken · Rågraven · Rasmyran · Rödingsträsk · Rörån · Sandträsk · Skogså · Storsand · Svartbäcken · Södra Harads · Valvträsk · Vändträsk · Vibbyn
Wijk Boden: Södra Svartbyn en Trångfors